# مونت پیسیس
مونت پیسیس (به انگلیسی: Monte Pissis)، یک آتشفشان خاموش است که در مرز دو کشور شیلی و آرژانتین قرار دارد. این سومین قلهٔ بلند آمریکای جنوبی است. همچنین این قله، در ۵۵۰ کیلومتری شمال کوه آکونکاگوا قرار دارد.

## توضیحات
1. ↑  The prominence value given here is based on an elevation of ۶٬۷۹۵ متر (۲۲٬۲۹۳ فوت)